# 天津铁路枢纽大北环线
天津铁路枢纽大北环线，起自京沪铁路汉沟镇站，绕过天津市主城区，至天津铁路枢纽北环线既有胡张庄线路所，全长47.5km。设计年运量8700万吨。
由津保铁路有限责任公司负责建设管理。

## 技术概况
主要技术标准为120km/h货运铁路。新建西堤头站（DK27+750）为集装箱中心站。

## 历史
2013年4月1日开工建设。2017年6月30日正式开通运营。
大北环铁路建成开通后，京沪、京广、京九(津霸)铁路去往东北方向不需要编组的货车车流，已分流至大北环铁路从天津市外围直接通过，不再途经南仓编组站和北环铁路，但需编组的货车车流仍需要经由南仓编组站和北环铁路。